# استاوروس واسیلانتونوپولوس
استاوروس واسیلانتونوپولوس (یونانی: Σταύρος Βασιλαντωνόπουλος؛ زادهٔ ۲۸ ژانویهٔ ۱۹۹۲) بازیکن فوتبال است.
از باشگاه‌هایی که در آن بازی کرده‌است می‌توان به باشگاه فوتبال آ. ا. ک آتن و باشگاه فوتبال آپولون اسمیرنیس اشاره کرد.